# Лікарівка (станція)
Лі́карівка — лінійна пасажирська залізнична станція Знам'янської дирекції Одеської залізниці..
Розташована у селі Лікарівка Олександрійського району Кіровоградської області на лінії Павлиш — Користівка між станціями Павлиш (17 км) та Користівка (15 км).
Станцію було відкрито 1869 року. Електрифіковано у складі лінії Кременчук — Користівка 2008 року.
Зупиняються приміські поїзди та поїзди далекого слідування.